# Monseñor Iturriza
Monseñor Iturriza est l'une des 25 municipalités de l'État de Falcón au Venezuela. Son chef-lieu est Chichiriviche. En 2011, la population s'élève à 19 300 habitants.

## Géographie

### Subdivisions
La municipalité est divisée en trois paroisses civiles avec, chacune à sa tête, une capitale (entre parenthèses) : 
- Boca de Tocuyo (Boca de Tocuyo) ;
- Chichiriviche (Chichiriviche) ;
- Tocuyo de la Costa (Tocuyo de la Costa).